# Efeito aniversário

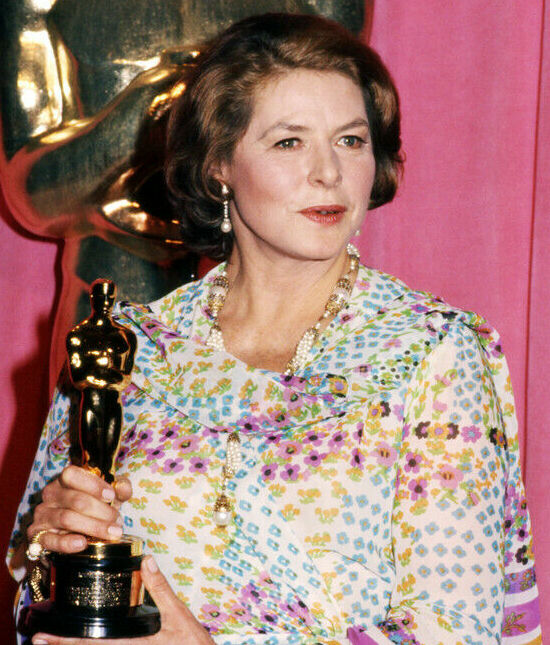
A atriz sueca Ingrid Bergman, nascida em 29 de agosto de 1915 e falecida em 29 de agosto de 1982, é frequentemente citada como um dos exemplos mais conhecidos do "efeito aniversário".

O efeito aniversário (às vezes chamado de tristeza de aniversário, especialmente quando associado ao suicídio) é um fenômeno estatístico no qual a probabilidade de uma pessoa morrer parece aumentar no dia ou próximo ao seu aniversário. Esse efeito foi identificado em estudos com populações gerais na Inglaterra e no País de Gales, Suíça, Ucrânia, e Estados Unidos, além de grupos menores, como jogadores da Major League Baseball.
Os estudos não mostram esse efeito de forma consistente; alguns indicam que as taxas de mortalidade de homens e mulheres divergem nos dias que antecedem o aniversário, enquanto outros não encontram diferenças significativas entre gêneros.
As possíveis explicações para esse efeito incluem o consumo excessivo de álcool, o estresse psicológico associado ao aniversário, o aumento do risco de suicídio, pacientes terminais tentando sobreviver até a data, uma maior consciência da própria mortalidade ou até um ciclo fisiológico que enfraquece o organismo anualmente. Também foi sugerido que possa ser apenas um artefato estatístico, possivelmente devido a falhas no registro de óbitos. No entanto, estudos que controlam essas anomalias de registro ainda identificam a ocorrência do fenômeno.

## Estudos
Com a introdução de softwares estatísticos capazes de processar grandes volumes de dados, diversos estudos em nível estadual e nacional foram conduzidos para investigar se os aniversários influenciam na mortalidade. O primeiro estudo de grande escala analisou os registros de 2 745 149 californianos falecidos entre 1969 e 1990. Após corrigir fatores de confusão, como a sazonalidade nas mortes, cirurgias eletivas e pessoas nascidas em 29 de fevereiro, verificou-se um aumento significativo das mortes na semana anterior ao aniversário para homens e na semana posterior para mulheres. Em ambos os casos, o pico de mortalidade não ocorreu exatamente no dia do aniversário, mas próximo a ele. Esse efeito foi consistente entre diferentes faixas etárias e grupos raciais.

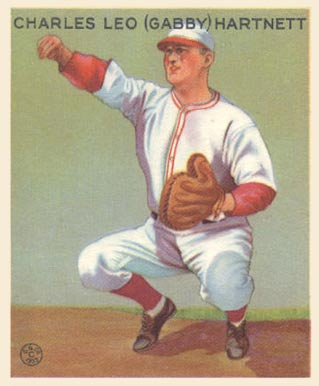
Gabby Hartnett é um dos jogadores da MLB estatisticamente incomuns que morreram no dia do seu aniversário.

Um estudo semelhante com 12 275 033 suíços encontrou a maior taxa de mortalidade no próprio dia do aniversário, com um aumento de 17% em relação ao esperado, sendo mais pronunciado em pessoas acima de 80 anos. Outro estudo suíço identificou um excesso de 13,8% nas mortes e conseguiu associá-lo a causas específicas: infarto e derrame (mais comuns em mulheres), suicídios e acidentes (mais frequentes em homens), além de um aumento nas mortes por câncer. Nos Estados Unidos, entre 25 milhões de falecimentos registrados entre 1998 e 2011, houve 6,7% mais mortes do que o esperado no dia do aniversário, com um efeito mais acentuado nos fins de semana e entre os mais jovens — na faixa de 20 a 29 anos, o excesso chegou a mais de 25%. Um aumento ainda maior foi encontrado na população de Kiev, onde entre 1990 e 2000 houve 44,4% mais mortes do que o esperado entre homens no dia do aniversário e 36,2% a mais entre mulheres. Estudos biográficos menores também demonstraram o efeito aniversário em subgrupos populacionais, como jogadores da Major League Baseball (MLB) e pessoas listadas na Encyclopedia of American History.
Focando apenas em mortes por suicídio, estudos em larga escala identificaram um aumento nas taxas de suicídio no dia do aniversário ou logo após a data na Dinamarca e na Hungria, mas não na Baviera ou em Taiwan.
Por outro lado, alguns estudos não encontraram essa correlação. Uma pesquisa com as populações da Dinamarca e da Áustria (totalizando 2 052 680 mortes) mostrou que, embora a expectativa de vida estivesse relacionada ao mês de nascimento, não havia um efeito aniversário consistente. Além disso, indivíduos nascidos no outono ou inverno tinham maior probabilidade de morrer em meses mais distantes de seu aniversário. Um estudo sobre todas as mortes por câncer na Alemanha entre 1995 e 2009 também não encontrou evidências do efeito aniversário, mas identificou um fenômeno semelhante associado ao Natal. Um estudo menor, conduzido por Leonard Zusne, encontrou diferenças entre gêneros: mulheres tinham maior probabilidade de morrer logo antes do aniversário, enquanto homens apresentavam maior mortalidade logo após. No entanto, ao considerar a população como um todo, o efeito desaparecia. O mesmo foi observado em um estudo de dados de mortalidade na Inglaterra e no País de Gales: havia um efeito estatisticamente significativo dentro de cada subgrupo (homens e mulheres; solteiros, casados, divorciados e viúvos), mas ele não se manifestava na população total.
Além disso, uma pesquisa apontou que o risco de suicídio pode ser maior entre homens no dia de seu aniversário.

## Possíveis explicações

### Álcool
As comemorações de aniversário costumam estar associadas a um aumento significativo no consumo de álcool. Esse consumo excessivo pode aumentar o risco de morte de um indivíduo por intoxicação alcoólica, acidentes e direção sob efeito do álcool, além de agravar condições preexistentes e aumentar o risco de suicídio. Nos Estados Unidos, onde a idade mínima legal para o consumo de álcool é de 21 anos, há um aumento expressivo na taxa de mortalidade no dia do 21.º aniversário e no dia seguinte, quase inteiramente devido ao aumento no número de acidentes.

### Psicossomática e psicológica
Duas explicações mutuamente contraditórias foram propostas para o efeito aniversário, ambas baseadas em impactos psicossomáticos. Por um lado, a data do aniversário pode servir como um marco fixo no tempo, permitindo que pacientes terminais se esforcem para viver até esse dia. Por outro lado, o aniversário também pode lembrar a pessoa de sua própria mortalidade, levando-a a refletir sobre a própria vida.
De acordo com a teoria da gestão do terror, essa reflexão pode gerar estresse e, consequentemente, acelerar a morte. A diferença na distribuição das taxas de mortalidade entre homens e mulheres, bem como entre jogadores de beisebol de maior e menor sucesso, sugere que ambas as explicações podem influenciar o efeito aniversário. Indivíduos que construíram sua identidade na esfera pública (como profissionais focados na carreira ou atletas profissionais) podem sentir o peso do tempo ao perceber que seus dias de glória ficaram para trás. Já aqueles que viveram mais na esfera privada (como pais que ficam em casa ou esportistas amadores) podem se tornar mais conscientes do que perderão com a morte e, por isso, lutar para adiar esse momento.
Relacionado a esse fenômeno está o chamado efeito da promessa quebrada, no qual uma pessoa com pensamentos suicidas pode adiar a decisão até o aniversário ou outro evento significativo, esperando que sua situação melhore.
O modelo psicossomático/psicológico também ajudaria a explicar o aumento semelhante nas mortes por câncer em feriados como o Natal, e é reforçado pelo fato de que esse tipo de fenômeno parece depender da cultura. Por exemplo, há um efeito de Páscoa entre a comunidade judaica (relacionado ao feriado de Pessach, cuja data varia a cada ano) e um efeito do Festival da Lua entre os chineses.

### Fisiológico
Foi sugerido que, assim como o ritmo circadiano de 24 horas, o corpo também tem um ritmo biológico anual "circanual". Vaiserman et al. propuseram que as condições climáticas no momento do nascimento atuam como um zeitgeber (marcador temporal) que desencadeia estresse interno e aumenta a probabilidade de morte.

### Estatístico
É possível que, ao processar certidões de óbito, ocorra a confusão entre os campos de data de nascimento e data de falecimento, o que aumentaria o número aparente de casos em que essas datas coincidem. Além disso, quando a data exata da morte não é conhecida, costuma-se utilizar o dia 1 ou o dia 15 do mês como referência. Isso pode levar a um excesso de registros de nascimentos e óbitos nesses dias. No entanto, estudos também identificam variações nas taxas de mortalidade nos dias imediatamente antes e depois do aniversário, algo que dificilmente poderia ser explicado apenas por erros no processamento dos dados. Isso sugere que os artefatos estatísticos, por si só, não são suficientes para justificar o efeito aniversário.